# アイヤ・ブルマーメン
アイヤ・ブルマーメン（Aija Brumermane、1986年10月17日 – ）は、ラトビアのリガ出身の女子バスケットボール選手。2008年の北京オリンピックにラトビア代表として出場した。